# Henri de Lavrignais
Henri Robiou de Lavrignais est un homme politique français né le 15 juillet 1850 à Cherbourg (Manche) et mort le 20 février 1927 à Paris.

## Biographie
Fils d'Alexandre de Lavrignais, ancien sénateur de Loire-Inférieure, et petit-fils de l'amiral André Jules François de Martineng, il est chef de cabinet d'un directeur d'administration centrale, puis secrétaire général de la préfecture des Deux-Sèvres.
Propriétaire terrien, il est conseiller général du canton de Poiré-sur-Vie en 1884. Il est député monarchiste de la Vendée de 1906 à 1919, puis sénateur de 1920 à sa mort. Il se spécialise sur les questions maritimes.

## Distinctions
- Chevalier de l'ordre de Saint-Grégoire-le-Grand
- Chevalier de l'ordre de Saint-Sylvestre

## Sources
- « Henri de Lavrignais », dans le Dictionnaire des parlementaires français (1889-1940), sous la direction de Jean Jolly, PUF, 1960 [détail de l’édition] [texte sur Sycomore]